# Fulkum

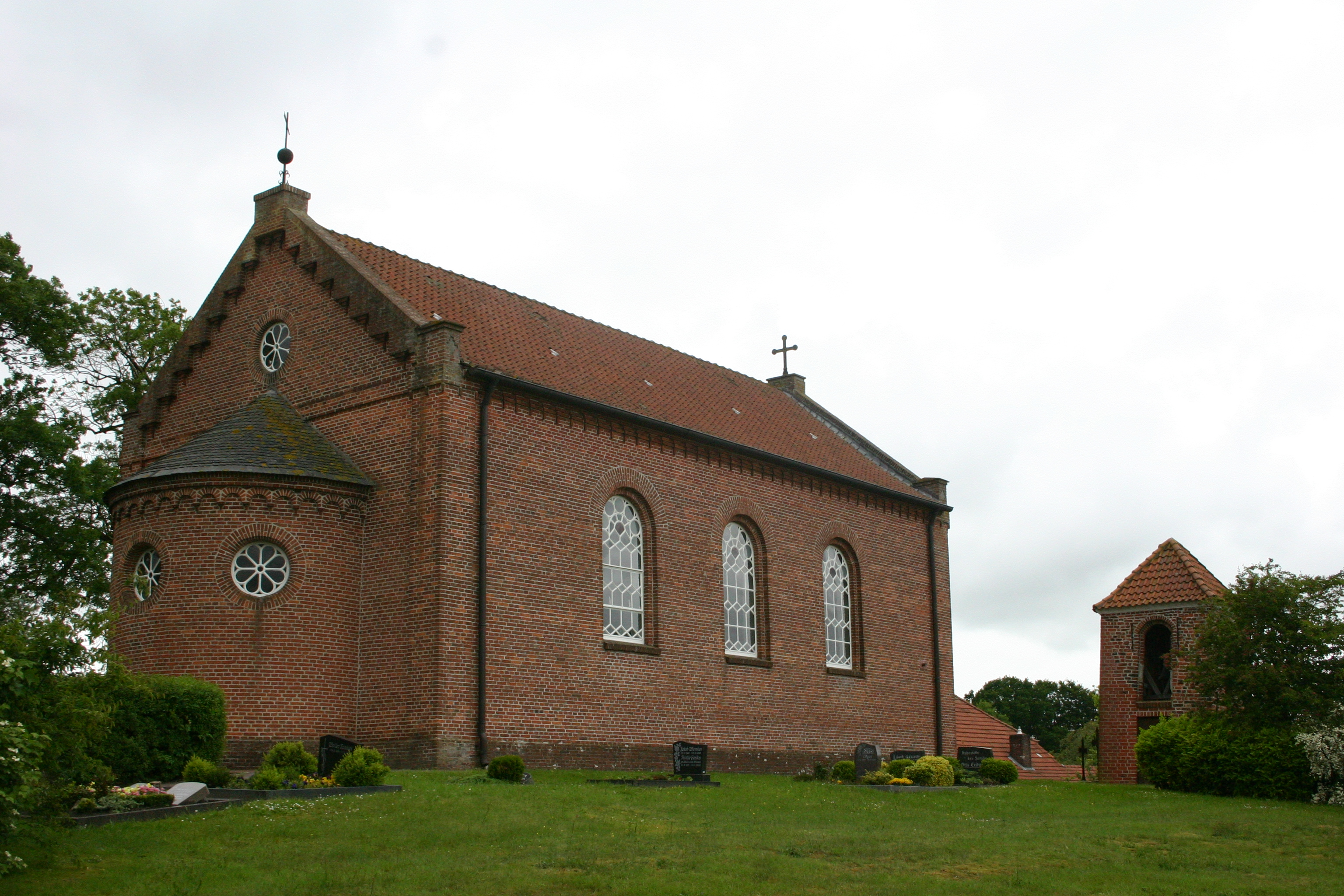
Die Maria-Magdalena-Kirche in Fulkum.

Fulkum ist seit der Gemeinde- und Gebietsreform vom 1. Juli 1972 ein Ortsteil der Gemeinde Holtgast in der ostfriesischen Samtgemeinde Esens.

## Geografie
Der Ort liegt auf Höhen zwischen drei und fünf Metern über Normalnull etwa fünf Kilometer westlich von Esens. Der Ortsteil umfasst neben Fulkum auch die Wohnplätze Hartsgast, Groß- und Klein-Fulkum sowie die Bauerschaften Nord- und Süd-Uppum. Mit diesen bildet Fulkum ein eigenes Kirchspiel, dessen Zentrum die Maria-Magdalena-Kirche ist.

## Geschichte
Frühester Beleg für die Anwesenheit von Menschen in Fulkum sind ur- und frühgeschichtliche Siedlungsspuren, die in Groß-Fulkum entdeckt wurden. Im Mittelalter gab es im Bereich von Nord-Uppum eine Siedlung, die später zu einer Wüstung wurde. Der Ortsname Fulkum selbst wird erstmals 1420 im sogenannten Stader Kopiar, einem Bremer Archidiakonatsregister als Folckum erwähnt. Er ist wahrscheinlich eine Zusammensetzung des Personennamens Folke und Heim.
Der Ort gehörte seit Gründung zum Harlingerland und war zunächst der Westeraccumer Vogtei zugeordnet, seit der Neuzeit zum Amt Esens, das 1885 im Zuge der preußischen Verwaltungsreform im Landkreis Wittmund aufging. Diesem gehört Fulkum, bis 1972 selbstständig und seither als Ortsteil von Holtgast, an.